# Vincenzo Licata
Vincenzo Licata (Sciacca, 21 giugno 1906 – Sciacca, 26 gennaio 1996) è stato un poeta italiano.

## Biografia
Vincenzo Licata nacque il 21 giugno 1906 a Sciacca. Quinto di tredici figli, dopo le scuole elementari proseguì gli studi, per pochi anni, presso l'istituto tecnico di Sciacca "Mariano Rossi", che tuttavia, come egli stesso scrisse, frequentò svogliatamente, preferendo ai banchi scolastici le barche dei pescatori:
Qui di seguito la traduzione letterale dal dialetto siciliano in italiano:
però ci sono andato all'Università:

il mare, l'Ateneo sconfinato,

il Rettore Magnifico, mio padre.

I compagni di scuola li ho avuti accanto (,)

furono i pescatori che sono qua.

E il solenne greco e l'italiano

li ebbi da questo dialetto saccense.»
Negli anni del primo dopoguerra, Licata cominciò ad essere attratto dalle vicende spirituali del mondo, che scoprì dedicandosi alla lettura assidua che trovava nella biblioteca locale. Il suo autore prediletto fu Victor Hugo, e lesse Joseph Conrad, Giovanni Verga, Ernest Hemingway e poesie d'ogni tempo. I segni della sua cultura da autodidatta sono evidenti nella maggior parte delle sue poesie.
Morì il 26 gennaio 1996 a Sciacca.

## Le opere poetiche
La fortuna di poeta del Licata si concentra su una varietà di poesie in dialetto siciliano, incentrate maggiormente sui paesaggi e cultura del suo paese di nascita.
Dopo la raccolta di poesie C'è pirmissu?, pubblicò Furanata (1958), Lu casu di Sciacca (1968, sul secondo caso di Sciacca), La scunfitta di Roncisvalli (1974), Vintuliata di Marina (1983), San Franciscu d'Assisi a Munti Kroniu (1994) e, per il teatro, Don Turi e Ganu di Magonza, scritto nel 1977 e portato in scena per la prima volta dall'associazione teatrale "Club Gruppo Teatro 13" di Sciacca, per la regia di Giuseppe Raso, e successivamente rappresentato al Teatro Biondo di Palermo nel 1994 con Ciccio Ingrassia e Mimmo Cuticchio e "Vintuliata di Marina" portata in scena per la prima volta nel 1982 dall'associazione "Club Gruppo Teatro 13" di Sciacca.

### Sciacca
Sicuramente fra le sue poesie quella più vocativa e significativa fu Sciacca, dedicata alla sua terra natìa. Di seguito i primi versi e la traduzione letterale:
pi ssa luci chi mi manna lu to' mari,

pirchì mi rigalasti la puisia 

ccu lu travagghiu di sti marinari.

T'amu, pirchì mi basta ssu tramuntu 

pi farimi 'n artista divintari,

pirchì lu to' passatu è com'un cuntu 

d'omini illustri e di ricordi cari»
per le tue luci che mi ha mandato il tuo mare 

perché mi hai regalato la poesia 

con il lavoro di questi marinai. 

T'amo perché mi basta il tuo tramonto

per farmi un artista diventare, 

perché il tuo passato è come un racconto 

di uomini illustri e di ricordi cari.»

## Carriera da attore
Vincenzo Licata non fu solo poeta, fu anche attore.
L'incontro casuale con il regista Pietro Germi (a cui dedicò successivamente la sua poesia A Pietro Germi), che decise di girare proprio a Sciacca il film Sedotta e abbandonata, gli permise di partecipare alla pellicola nella parte di Pasquale Profumo (1963). Licata compose le parole del brano inserito nella colonna sonora (Vampata d'amuri). Partecipò, nel 1979, al film di Francesco Rosi Cristo si è fermato a Eboli, nella parte di un emigrante napoletano tornato dall'America.

## In memoria del poeta saccense
Anche la cittadina marinara ha cercato di fare memoria sul poeta saccense che tanto l'ha amata.
A Vincenzo Licata sono infatti dedicati un premio letterario di poesia e letteratura e un monumento che dà alle spalle la famosa Rocca Regina. 
Il monumento (inaugurato il 21 febbraio 2010 e scolpito dallo scultore locale Filippo Prestia) a lui dedicato si tratta di un complesso scultoreo che ritrae un gabbiano (una delle creature volatili più presenti nel porto di Sciacca) e il poeta intento a togliersi la sua coppola dal capo e portala al cuore con un'espressione del volto volta ad ammirare l'area portuale. La statua del poeta poi poggia su una rocca su cui è stata poggiata una placca commemorativa che dice: "Vincenzo Licata. Poeta del Mare. Sciacca 21 giugno 1906/ Sciacca 26 gennaio 1996".

## Riconoscimenti
- Concorso Nazionale di poesia Dialettale – Premio San Remo "Microfono d'Argento E.I.A.R." (1948);
- Premio della Cultura del Consiglio dei Ministri, medaglia d'oro (1965);
- Festa del Mandorlo in Fiore, Agrigento, medaglia d'oro (1967);
- Concorso Nazionale di Poesia Dialettale "Nino Martoglio", medaglia d'oro del CIAC – Roma (1974)[1].